# Cine Excelsior

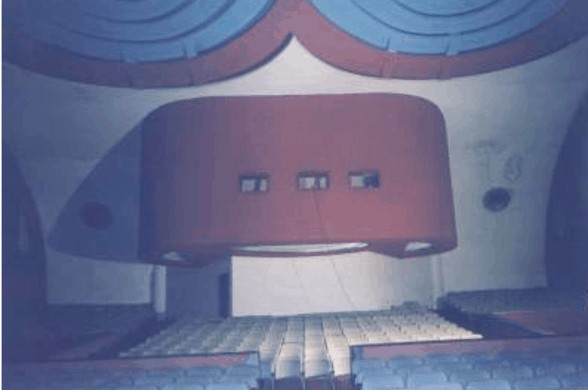
Sala de projeção do Cine Excelsior

Cine Excelsior foi um antigo cinema de Juiz de Fora, inaugurado em 1958. Era considerado uma das melhores salas de cinema do Brasil, até a década de 1990.
Sua sala possuia 21 caixas de som, leve inclinação das poltronas, ar condicionado central, projetor cinematográfico de alta fidelidade, teto em estilo art Noveau, 1250 poltronas confortáveis e iluminação a néon.
A partir da década de 1970, passou a ser controlado pela Companhia Franco-Brasileira. Exibiu seu último filme em 30 de outubro de 1994, quando foi desativado, e assim permanece até 2011, com o anúncio "fechado para reforma".

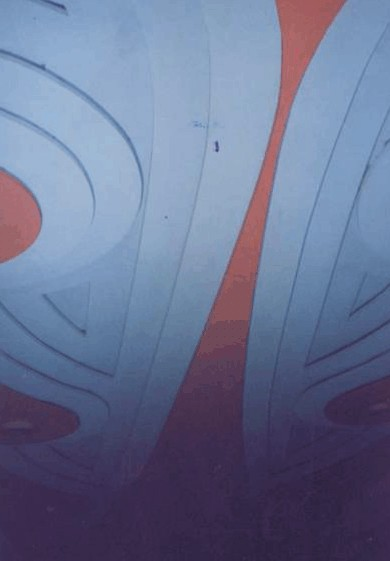
Teto do Cine Excelsior

Apesar de sua falência, existiu um projeto de recuperação, onde seria trocado o sistema de som que passaria de 21 caixas de som para 48. Sua data de reinauguração estava marcada para 23 de junho de 1995, mas os atrasos na reforma e a briga dos donos pelo não tombamento do cinema impediram que esse projeto saísse do papel.
Em 2009, foi vendido a um empresário local, e seu destino, apesar dos diversos projetos de restauração existentes, permaneceu incerto. Em novembro de 2011, as poltronas do cinema foram removidas do local, bem como o famoso letreiro com a indicação "fechado para reforma", em meio a especulações de que o Excelsior seria transformado em estacionamento.